# Brodské
Brodské (węg. Gázlós) – wieś i gmina (obec) na Słowacji, w powiecie Skalica w kraju trnawskim, zlokalizowana na lewym brzegu rzeki Morawy przy granicy z Austrią i Czechami.

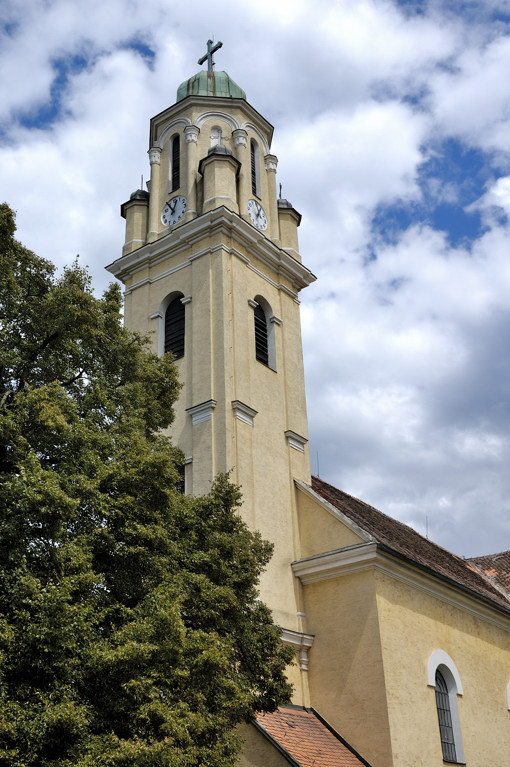
Brodské – kościół pw. św. Antoniego

Znajduje się tu przystanek kolejowy Brodské na trasie między Słowacją a Czechami, zatrzymują się na nim tylko niektóre pociągi. Węzłem komunikacyjnym jest pobliska miejscowość Kúty, gdzie do rozszerzenia strefy Schengen w 2008 roku mieścił się punkt kontroli granicznej.
Pierwsza pisemna wzmianka o wsi pochodzi z roku 1317.
W samym Brodském znajduje się rzymskokatolicki kościół pw. św. Antoniego (Kostol sv. Antona). Mieści się tu też siedziba władz gminy i urząd pocztowy. Okolice miejscowości porastają sosnowe lasy.